# Jorramabad
Jorramabad (en persa خرم‌آباد pronunciación en persa: /xoræmɒː'bɒːd/ (escucharⓘ) también latinizado como Khorramābād, Khorramabad, Khorram Abad, Khoramabad, Khurramabad o Khur Ramābād) es una ciudad de Irán y la capital de la provincia de Lorestán. De acuerdo al censo de 2006 tenía una población de 328 544 habitantes (con 75 945 familias). Jorramabad está emplazada en los Montes Zagros. Sus habitantes son mayoritariamente luros y laq.

## Historia

### Era Preislámica

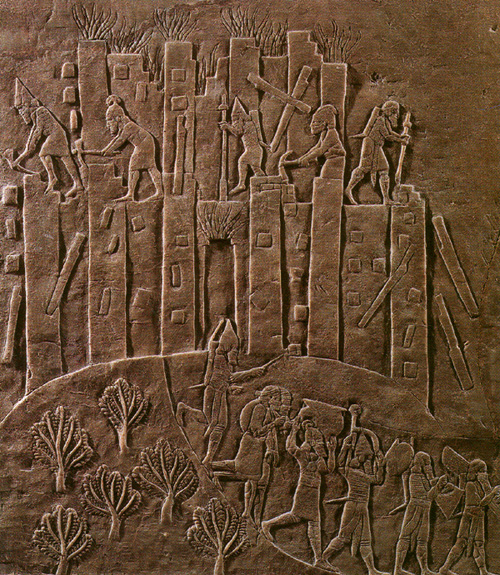
Elam y la destrucción de Khaydalu por asirios.

#### Khaydalu
Khaydalu era una de las ciudades importantes de Elam Civilization. En la ciudad de Shapurkhast fue construido sobre las ruinas de Khaydalu por la orden de expertos Shapur I Sasanid. Muchos creen que la antigua ciudad de Khaydalu era el núcleo de la actual ciudad de Jorramabad.

#### Shapurkhast
En los textos de los historiadores Shapurkhast ha sido considerada una de las ciudades más importantes y de desarrollo de la región durante este castillo period. Falak-ol-Aflak (Dez-e-Shapur Khwāst) ha sido construido por Shapur I el Sasánida.

### Era Islámica
Probablemente a finales del siglo VII d. C. la ciudad de Shapurkhast fue destruido y el pueblo de Shapurkhast se trasladó a la parte oeste del castillo de Falak-ol-Aflak en términos de tener un montón de agua, así como la seguridad.
Hamdallah Mustawfi escribe: Khorramabad era una ciudad hermosa, ahora se destruye.

#### Hazaraspids
El fundador de la dinastía fue Abu Tahir Ibn Muhammad, un descendiente del cacique Shabankara Fadluya, que inicialmente fue un comandante de la Salghurids de Fars y fue designado como el gobernador de Kuhgiluya,[5] pero finalmente obtuvo su independencia en Luristán y extendió su reino en cuanto a Isfahán y asumió el prestigioso título de atabeg.

#### La Dinastía de Safavid
Durante la Dinastía de Safavid la ciudad de Jorramabad fue centro gubernamental de Luristán.

#### La Dinastía de Qajar
En este período la ciudad de Jorramabad se limitaba a la vecina de Falak-ol-Aflak en el período Castle. Este comenzaba de personas migración de pequeños pueblos a las ciudades. Las migraciones de Jorramabad además de aumentar la población, la ciudad se expandió y creó nuevos distritos.

#### La Dinastía de Pahlavi
El municipio de Jorramabad se formó en 1913 y el primer consejo de la ciudad se compone de 7 miembros fue formado en 1916.

## Clima
De acuerdo a los datos de la tabla a continuación y a los criterios de la clasificación climática de Köppen modificada el clima de Jorramabad es mediterráneo de tipo Csa (templado con verano seco y caluroso).
| Parámetros climáticos promedio de Jorramabad | Parámetros climáticos promedio de Jorramabad | Parámetros climáticos promedio de Jorramabad | Parámetros climáticos promedio de Jorramabad | Parámetros climáticos promedio de Jorramabad | Parámetros climáticos promedio de Jorramabad | Parámetros climáticos promedio de Jorramabad | Parámetros climáticos promedio de Jorramabad | Parámetros climáticos promedio de Jorramabad | Parámetros climáticos promedio de Jorramabad | Parámetros climáticos promedio de Jorramabad | Parámetros climáticos promedio de Jorramabad | Parámetros climáticos promedio de Jorramabad | Parámetros climáticos promedio de Jorramabad |
| Mes                                          | Ene.                                         | Feb.                                         | Mar.                                         | Abr.                                         | May.                                         | Jun.                                         | Jul.                                         | Ago.                                         | Sep.                                         | Oct.                                         | Nov.                                         | Dic.                                         | Anual                                        |
| -------------------------------------------- | -------------------------------------------- | -------------------------------------------- | -------------------------------------------- | -------------------------------------------- | -------------------------------------------- | -------------------------------------------- | -------------------------------------------- | -------------------------------------------- | -------------------------------------------- | -------------------------------------------- | -------------------------------------------- | -------------------------------------------- | -------------------------------------------- |
| Temp. máx. abs. (°C)                         | 24.0                                         | 26.0                                         | 31.0                                         | 33.0                                         | 41.0                                         | 43.0                                         | 47.0                                         | 46.0                                         | 43.0                                         | 37.0                                         | 30.0                                         | 24.0                                         | 47.0                                         |
| Temp. máx. media (°C)                        | 10.9                                         | 13.3                                         | 17.5                                         | 22.6                                         | 28.9                                         | 36.0                                         | 39.5                                         | 39.1                                         | 35.0                                         | 27.7                                         | 19.7                                         | 13.1                                         | 25.3                                         |
| Temp. media (°C)                             | 5.0                                          | 7.1                                          | 11.0                                         | 15.7                                         | 21.2                                         | 27.0                                         | 30.8                                         | 29.8                                         | 25.3                                         | 19.1                                         | 12.3                                         | 6.9                                          | 17.6                                         |
| Temp. mín. media (°C)                        | 0.1                                          | 1.4                                          | 4.6                                          | 8.3                                          | 11.9                                         | 15.4                                         | 19.5                                         | 18.7                                         | 14.1                                         | 10.0                                         | 5.5                                          | 1.8                                          | 9.3                                          |
| Temp. mín. abs. (°C)                         | −14.6                                        | -11.0                                        | −11.0                                        | -2.0                                         | -1.8                                         | 7.0                                          | 9.2                                          | 8.0                                          | 4.6                                          | -1.4                                         | −7.8                                         | −8.6                                         | -14.6                                        |
| Precipitación total (mm)                     | 86.0                                         | 73.1                                         | 82.5                                         | 71.6                                         | 36.5                                         | 0.3                                          | 0.1                                          | 0.2                                          | 1.2                                          | 23.5                                         | 54.3                                         | 83.6                                         | 512.9                                        |
| Días de lluvias (≥ 1 mm)                     | 11.9                                         | 10.7                                         | 12.9                                         | 11.0                                         | 6.2                                          | 0.4                                          | 0.3                                          | 0.2                                          | 0.4                                          | 4.8                                          | 7.6                                          | 10.1                                         | 76.5                                         |
| Días de nevadas (≥ 1 mm)                     | 2.6                                          | 1.5                                          | 0.7                                          | 0                                            | 0                                            | 0                                            | 0                                            | 0                                            | 0                                            | 0                                            | 0.1                                          | 0.9                                          | 5.8                                          |
| Horas de sol                                 | 163.4                                        | 170.8                                        | 187.2                                        | 206.0                                        | 264.2                                        | 340.4                                        | 347.2                                        | 330.1                                        | 302.7                                        | 257.3                                        | 191.4                                        | 160.5                                        | 2921.2                                       |
| Humedad relativa (%)                         | 69                                           | 64                                           | 58                                           | 54                                           | 43                                           | 28                                           | 24                                           | 25                                           | 28                                           | 39                                           | 55                                           | 66                                           | 46.1                                         |
| Fuente: NOAA (1961-1990)                     |                                              |                                              |                                              |                                              |                                              |                                              |                                              |                                              |                                              |                                              |                                              |                                              |                                              |